# Stig Roth

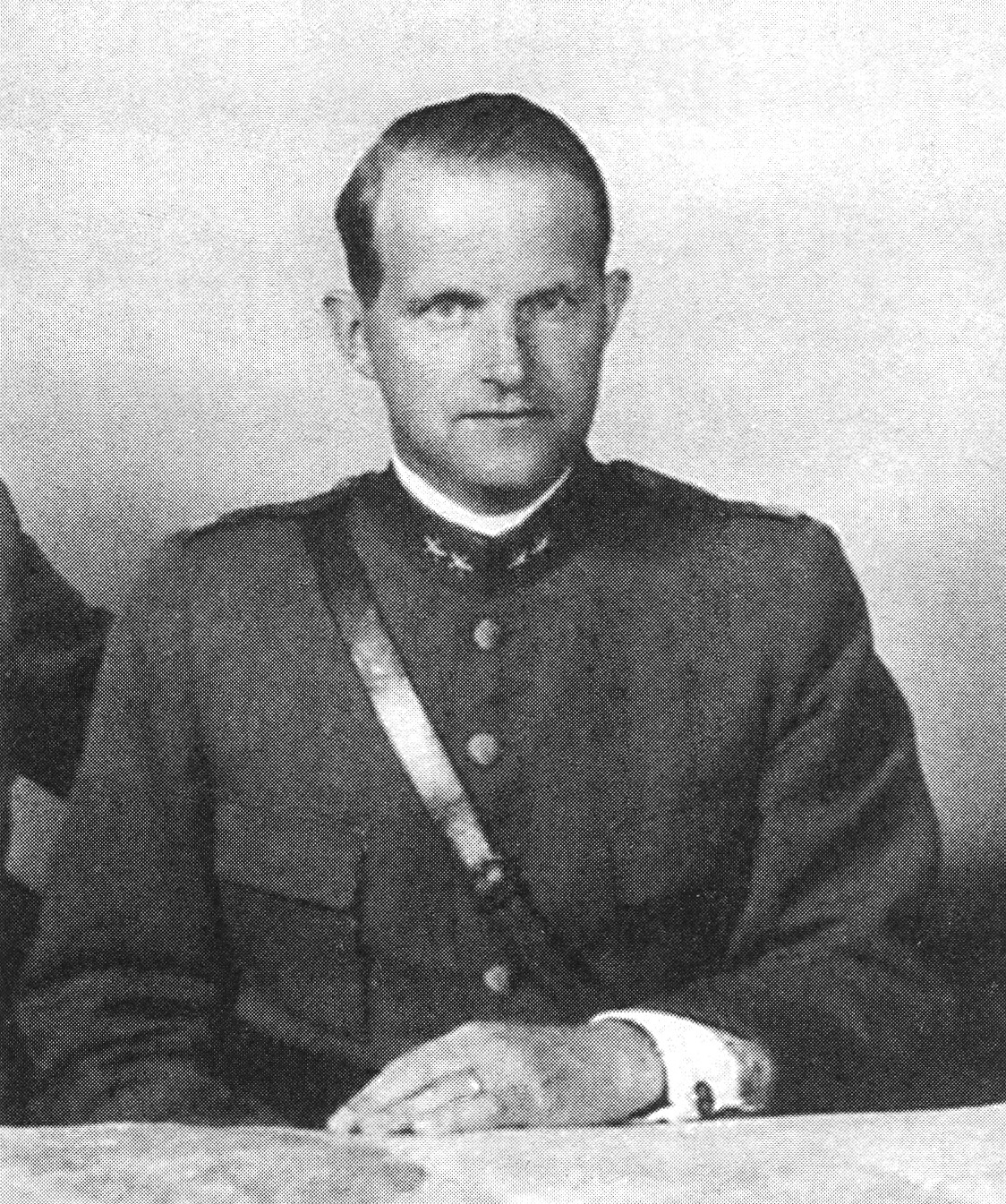
Stig Roth, chef för C-byråns västsvenska grupp, M-gruppen.

Stig Adolf Roth, född 28 mars 1900 i Malmö, död 20 augusti 1972 i Göteborg, var en svensk konsthistoriker och museiman.

## Biografi
Stig Roth avlade studentexamen i Malmö 1918 och skrevs samma år in vid Göteborgs högskola, där han 1921 blev filosofie kandidat och 1926 filosofie licentiat. "Porträttmålaren Johan Henrik Scheffel : hans liv och verk", var Roths gradualavhandling i Göteborg, 1936. Roth blev extra ordinarie amanuens vid Göteborgs museum 1920 och amanuens 1924. År 1923 tjänstgjorde han under jubileumsutställningen i Göteborg. Under sin tid som chef för Göteborgs historiska museum 1935–1965 medverkade han vid flera antikvariska undersökningar och restaureringar i regionen, däribland Kronhuset, Chalmerska huset, Börsen, Wernerska villan, Gunnebo slott och Nääs slott. Gudhems kloster grävdes ut 1928–1948 under ledning av Stig Roth och dokumenterades av honom.
Under andra världskriget var Roth gruppledare för den västsvenska avdelningen M-gruppen inom C-byrån, Försvarsstabens hemliga underrättelsetjänst, som samarbetade med den norska motståndsrörelsen. Som värnpliktig officer hade Roth under andra världskriget i uppdrag att vara svensk befälhavare på de så kallade permittenttågen, vilka passerade Göteborg på sin väg mellan Norge och Tyskland. Han hade dessutom ett hemligt och inte ofarligt uppdrag, som gick ut på att organisera förbindelser mellan den norska hemmafronten och de norska representanterna i Sverige.
Han ingick i en grupp med museichefen fil dr Gustaf Munthe vid Röhsska konstslöjdmuseet som ledare. Sedan Munthe flyttat till Stockholm blev det Stig Roth, som fick överta ledarskapet.  Roth har skrivit en utförlig rapport om denna verksamhet med namnet Kontakt över gränsen och deponerades vid Universitetsbiblioteket i Göteborg i dess handskriftsavdelning.
Han erhöll efter kriget norska Haakon VII:s frihetskors.
Roth invaldes som ledamot av Vetenskaps- och Vitterhetssamhället i Göteborg 1944. Han blev riddare av Vasaorden 1946 och av Nordstjärneorden 1959.
Han gifte sig 5 april 1926 med Mona Silvia Bratt. Stig Roth är gravsatt i minneslunden på Kvibergs kyrkogård i Göteborg.